# Dawid Kucharski
Dawid Kucharski (Kostrzyn nad Odrą, Polonia, 19 de noviembre de 1984), futbolista polaco. Juega de defensa y su actual equipo es el Heart of Midlothian de la Premier League de Escocia.

## Selección nacional
Ha sido internacional con la Selección de fútbol de Polonia Sub-21.

## Clubes
| Club                | País    | Año       |
| ------------------- | ------- | --------- |
| Amica Wronki        | Polonia | 2002-2006 |
| Lech Poznań         | Polonia | 2006-2009 |
| Heart of Midlothian | Escocia | 2009-     |